# Jasmundite
La jasmundite è un minerale.